# Blaine Nye

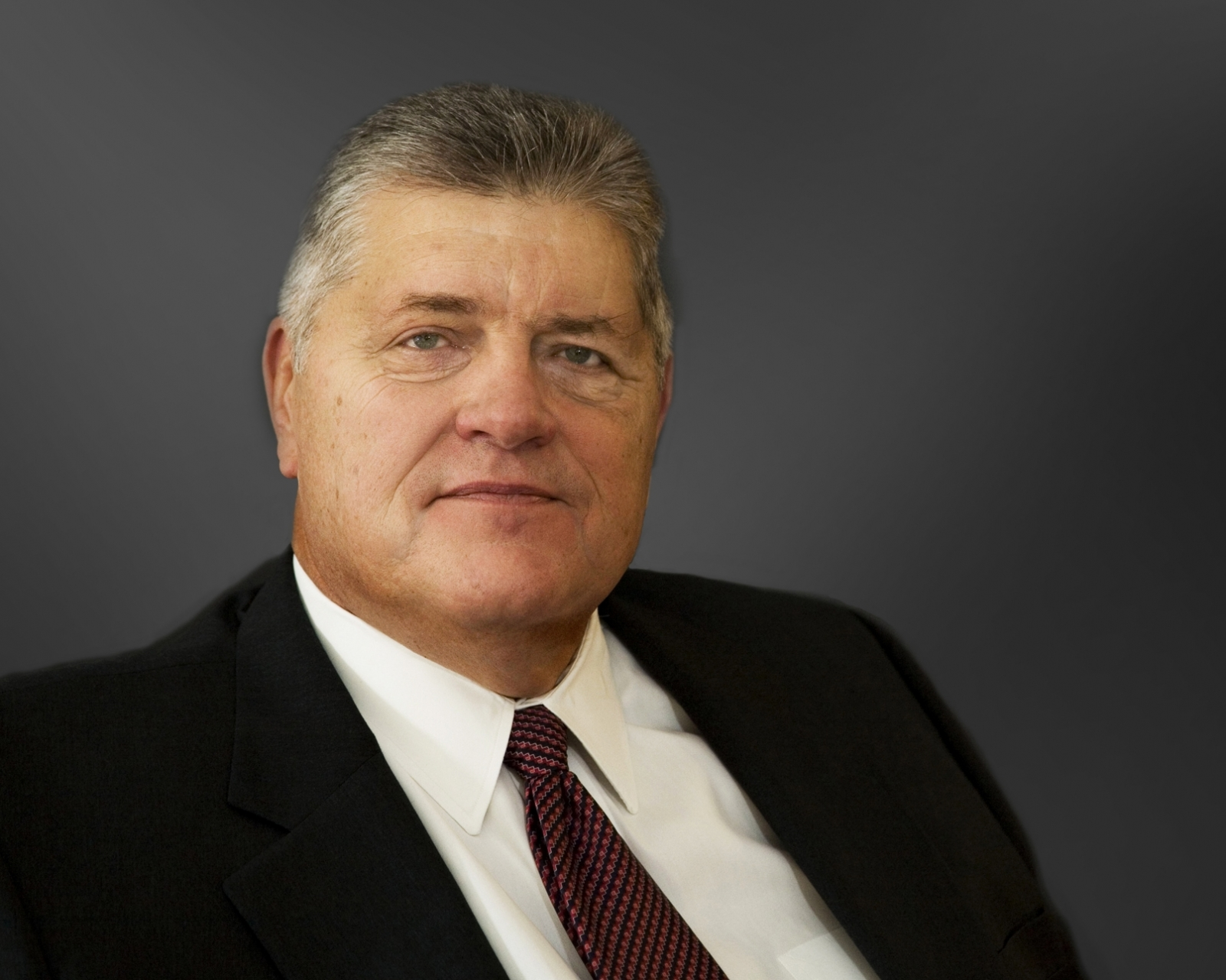
Imagem de Blaine Nye.

Blaine Nye é um ex-jogador profissional de futebol americano estadunidense.

## Carreira
Blaine Nye foi campeão da temporada de 1971 da National Football League jogando pelo Dallas Cowboys.